# 圣欧班德塞隆
圣欧班德塞隆（法語：Saint-Aubin-de-Scellon，法語發音：[sɛ̃.t‿obɛ̃ də selɔ̃]）是法国厄尔省的一个市镇，位于该省西部偏北，属于贝尔奈区。

## 地理
圣欧班德塞隆（49°10'21"N, 0°28'29"E）面积13.9 平方千米，位于法国诺曼底大区厄尔省，该省份为法国北部内陆省份，北起滨海塞纳省，西接奧恩省和卡爾瓦多斯省，南至厄尔-卢瓦省，东临瓦兹省、瓦兹河谷省和伊夫林省。
与圣欧班德塞隆接壤的市镇（或旧市镇、城区）包括：巴约勒拉瓦莱、巴维尔、勒法夫里勒、福勒维尔、方丹拉卢韦、弗雷讷-科韦维尔、略万地区厄德勒维尔。

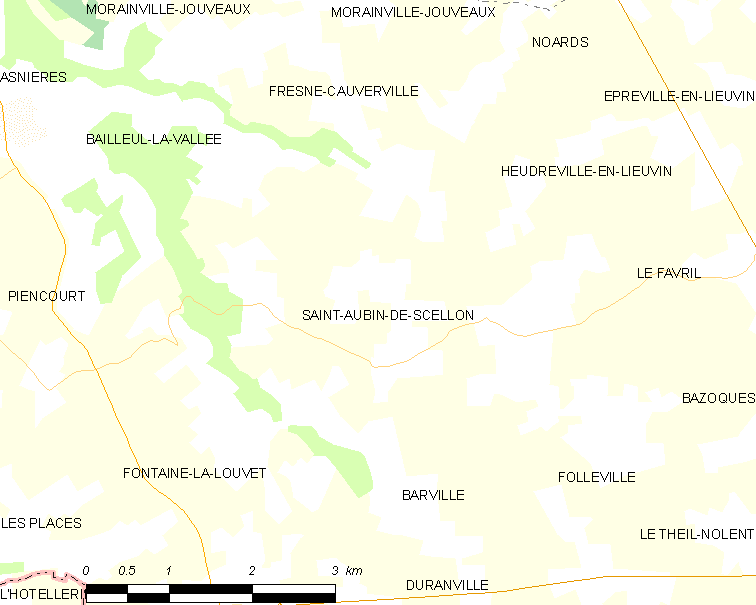
圣欧班德塞隆的OSM定位图

圣欧班德塞隆的时区为UTC+01:00、UTC+02:00（夏令时）。

## 行政
圣欧班德塞隆的邮政编码为27230，INSEE市镇编码为27512。

## 政治
圣欧班德塞隆所属的省级选区为伯兹维尔县。

## 人口

1962-2008年间圣欧班德塞隆人口变化图示

圣欧班德塞隆于2022年1月1日时的人口数量为330人。